# Junkyard
Junkyard — второй и последний студийный альбом австралийской постпанк-группы The Birthday Party, изданный в 1982 году.

## Об альбоме
Основная часть Junkyard была записана группой в период с декабря 1981 по февраль 1982 года. Вскоре участников The Birthday Party, активно употреблявших алкоголь и наркотики, начали терзать междоусобные разногласия. В феврале 1982 года басист коллектива Трейси Пью был арестован и приговорён к двум с половиной месяцам тюремного заключения за вождение в состоянии алкогольного опьянения. В мае альбом был завершён при участии басиста Барри Адамсона и брата Роланда С. Говарда — Гарри Говарда, которые записали партии для «Kiss Me Black» и одной из версий «Dead Joe». После этого альбома группу покинул ударник Филл Калверт (партии ударных на «Dead Joe» и «Hamplet Pow Pow» записаны Миком Харви). Эд Рот и Дэйв Кристенсен создали обложку с изображением персонажей Рота Junk Yard Kid и Rat Fink, и Junkyard был выпущен.
Несмотря на тяжёлое положение дел внутри коллектива, альбом был высоко оценён музыкальными критиками. В ретроспективном обзоре и интервью с гитаристом Миком Харви была высказана мысль, что Junkyard является логическим завершением творчества истощённых и насмешливо-презрительных участников The Birthday Party. В 2010 году этот альбом занял 17-е место в списке «100 лучших австралийских альбомов», опередив запись Nick Cave and the Bad Seeds The Boatman’s Call 1997 года, достигшую 26-го места.

## Список композиций
| №   | Название               | Длительность |
| --- | ---------------------- | ------------ |
| 1.  | «She’s Hit»            | 6:06         |
| 2.  | «Dead Joe»             | 3:08         |
| 3.  | «The Dim Locator»      | 2:49         |
| 4.  | «Hamlet (Pow Pow Pow)» | 5:33         |
| 5.  | «Several Sins»         | 2:56         |
| 6.  | «Big Jesus Trash Can»  | 3:00         |
| 7.  | «Kiss Me Black»        | 2:48         |
| 8.  | «6" Gold Blade»        | 3:34         |
| 9.  | «Kewpie Doll»          | 3:32         |
| 10. | «Junkyard»             | 5:49         |

CD-переиздание
| №   | Название                 | Длительность |
| --- | ------------------------ | ------------ |
| 11. | «Blast Off!»             | 2:17         |
| 12. | «Dead Joe» (2nd version) | 3:07         |
| 13. | «Release the Bats»       | 2:09         |

## Участники записи
- Ник Кейв — вокал
- Мик Харви — гитара, орган, саксофон, ударные на Dead Joe и Hamlet Pow Pow
- Роланд С. Говард — гитара, бэк-вокал
- Трейси Пью — бас-гитара
- Филл Калверт — ударные

Гости
- Барри Адамсон — бас-гитара
- Гарри Говард — бас-гитара

## Позиции в хит-парадах
| Год  | Чарт                                   | Высшая позиция | Пребывание в чарте |
| ---- | -------------------------------------- | -------------- | ------------------ |
| 1982 | Великобритания (UK Albums Chart)       | 73             | 3 недели           |
|      |                                        |                |                    |
| 2012 | Великобритания (UK Vinyl Albums Chart) | 5              | 2 недели           |